# Nick Taylor (Squashspieler)
Nick Taylor (* 24. Dezember 1971 in Oldham) ist ein ehemaliger englischer Squashspieler und heutiger Trainer. 

## Karriere
Nick Taylor begann seine Karriere im Jahr 1988 und trat 1992 der PSA World Tour bei. Seinen ersten Titel gewann er 1993 in Luxemburg. Zwischen 1996 und 2001 absolvierte er für die englische Nationalmannschaft insgesamt neun Begegnungen. 1997 und 2001 wurde er mit ihr Europameister. 1998 und 2002 gehörte er zum englischen Aufgebot bei den Commonwealth Games. Seine höchste Platzierung in der Weltrangliste erreichte er im Januar 2001 mit Rang 14. Das beste Resultat bei Weltmeisterschaften erzielte er 2003 mit dem Einzug ins Achtelfinale. 1995 und 2001 erreichte er das Finale der britischen Meisterschaften. Rang drei war seine beste nationale Platzierung. Im April 2004 beendete er seine Karriere, in deren Verlauf er insgesamt zehn Titel auf der World Tour gewann, und nahm seine Tätigkeit als Squashtrainer auf. 
Neben einer eigenen Trainingsakademie in Manchester war er außerdem Teil des Trainerteams des englischen Squashverbandes. Von Juli 2008 bis September 2017 war er Cheftrainer auf Jersey. Mit der Mannschaft Jerseys nahm er als Spielertrainer bereits mehrfach an Europameisterschaften teil, außerdem auch bei den Commonwealth Games. Bei den Island Games gewann er bereits mehrere Medaillen für Jersey. Auch bei den Meisterschaften der Kanalinseln gewann er mehrere Titel. Nach seiner Tätigkeit auf Jersey eröffnete er eine Squashakademie in Natick, Massachusetts, in den Vereinigten Staaten. 2024 übernahm er den Posten des Nationaltrainers beim US-amerikanischen Squashverband.
Nick Taylor ist verheiratet mit Sarah Taylor. Das Paar hat einen Sohn und eine Tochter.

## Erfolge
- Europameister mit der Mannschaft: 1997, 2001
- Gewonnene PSA-Titel: 10